# Citoglobina

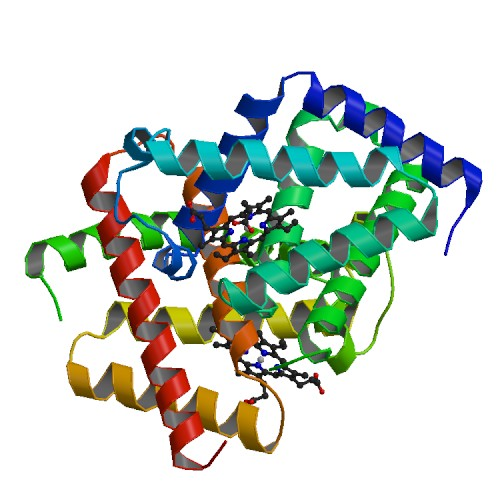
Citoglobina en una representación cristalográfica 3D.

La citoglobina es una proteína producto de CYGB, un gen humano y mamífero.
La citoglobina es una molécula globular ubicuamente expresada en todos los tejidos y usada más notablemente en mamíferos marinos. Fue descubierta en el 2001 y llamada citoglobina en 2002. Se cree que protege contra la hipoxia. La función predicha de la citoglobina es transferir el oxígeno de la sangre arterial al cerebro.

## Función
La citoglobina es hemoglobina hexacoordinada expresada ubicuamente que puede facilitar la difusión de oxígeno por los tejidos, recoger óxido nítrico o especies de oxígeno reactivo, o servir de función protectora durante el estrés oxidativo.

## Aplicaciones
La expresión de CYGB puede ser usada como un marcador específico, mediante el cual las células de Ito pueden distinguirse de los miofibroblastos portales en el hígado humano dañado.

## Lectura adicional
- Kawada N; Kristensen DB; Asahina K; Nakatani K; Minamiyama Y; Seki S; Yoshizato K (Jul 2001). «Characterization of a stellate cell activation-associated protein (STAP) with peroxidase activity found in rat hepatic stellate cells». The Journal of Biological Chemistry 276 (27): 25318-23. PMID 11320098. doi:10.1074/jbc.M102630200.
- Burmester T; Ebner B; Weich B; Hankeln T (Apr 2002). «Cytoglobin: a novel globin type ubiquitously expressed in vertebrate tissues». Molecular Biology and Evolution 19 (4): 416-21. PMID 11919282. doi:10.1093/oxfordjournals.molbev.a004096.
- Asahina K; Kawada N; Kristensen DB; Nakatani K; Seki S; Shiokawa M; Tateno C; Obara M et al. (Sep 2002). «Characterization of human stellate cell activation-associated protein and its expression in human liver». Biochimica et Biophysica Acta 1577 (3): 471-5. PMID 12359339. doi:10.1016/s0167-4781(02)00477-3.
- Sawai H; Kawada N; Yoshizato K; Nakajima H; Aono S; Shiro Y (mayo de 2003). «Characterization of the heme environmental structure of cytoglobin, a fourth globin in humans». Biochemistry 42 (17): 5133-42. PMID 12718557. doi:10.1021/bi027067e.
- Geuens E; Brouns I; Flamez D; Dewilde S; Timmermans JP; Moens L (Aug 2003). «A globin in the nucleus!». The Journal of Biological Chemistry 278 (33): 30417-20. PMID 12796507. doi:10.1074/jbc.C300203200.
- Hamdane D; Kiger L; Dewilde S; Green BN; Pesce A; Uzan J; Burmester T; Hankeln T; Bolognesi M; Moens L; Marden MC (Dec 2003). «The redox state of the cell regulates the ligand binding affinity of human neuroglobin and cytoglobin». The Journal of Biological Chemistry 278 (51): 51713-21. PMID 14530264. doi:10.1074/jbc.M309396200.
- Schmidt M; Gerlach F; Avivi A; Laufs T; Wystub S; Simpson JC; Nevo E; Saaler-Reinhardt S; Reuss S; Hankeln T; Burmester T (Feb 2004). «Cytoglobin is a respiratory protein in connective tissue and neurons, which is up-regulated by hypoxia». The Journal of Biological Chemistry 279 (9): 8063-9. PMID 14660570. doi:10.1074/jbc.M310540200.
- Hünermund G; Schirmacher A; Ringelstein B; Young P; Watts GD; Meuleman J; Nelis E; Chance PF; Timmerman V; Stögbauer F; Kuhlenbäumer G (Apr 2004). «Genomic organization and mutation analysis of three candidate genes for hereditary neuralgic amyotrophy». Muscle & Nerve 29 (4): 601-4. PMID 15052627. doi:10.1002/mus.20009.
- de Sanctis D; Dewilde S; Pesce A; Moens L; Ascenzi P; Hankeln T; Burmester T; Bolognesi M (Feb 2004). «Crystal structure of cytoglobin: the fourth globin type discovered in man displays heme hexa-coordination». Journal of Molecular Biology 336 (4): 917-27. PMID 15095869. doi:10.1016/j.jmb.2003.12.063.
- Sugimoto H; Makino M; Sawai H; Kawada N; Yoshizato K; Shiro Y (Jun 2004). «Structural basis of human cytoglobin for ligand binding». Journal of Molecular Biology 339 (4): 873-85. PMID 15165856. doi:10.1016/j.jmb.2004.04.024.
- Fago A; Hundahl C; Dewilde S; Gilany K; Moens L; Weber RE (Oct 2004). «Allosteric regulation and temperature dependence of oxygen binding in human neuroglobin and cytoglobin. Molecular mechanisms and physiological significance». The Journal of Biological Chemistry 279 (43): 44417-26. PMID 15299006. doi:10.1074/jbc.M407126200.
- Hamdane D; Kiger L; Dewilde S; Uzan J; Burmester T; Hankeln T; Moens L; Marden MC (Apr 2005). «Hyperthermal stability of neuroglobin and cytoglobin». The FEBS Journal 272 (8): 2076-84. PMID 15819897. doi:10.1111/j.1742-4658.2005.04635.x.
- Sawai H; Makino M; Mizutani Y; Ohta T; Sugimoto H; Uno T; Kawada N; Yoshizato K; Kitagawa T; Shiro Y (Oct 2005). «Structural characterization of the proximal and distal histidine environment of cytoglobin and neuroglobin». Biochemistry 44 (40): 13257-65. PMID 16201751. doi:10.1021/bi050997o.
- Shaw RJ; Liloglou T; Rogers SN; Brown JS; Vaughan ED; Lowe D; Field JK; Risk JM (Feb 2006). «Promoter methylation of P16, RARbeta, E-cadherin, cyclin A1 and cytoglobin in oral cancer: quantitative evaluation using pyrosequencing». British Journal of Cancer 94 (4): 561-8. PMC 2361183. PMID 16449996. doi:10.1038/sj.bjc.6602972.
- McRonald FE; Liloglou T; Xinarianos G; Hill L; Rowbottom L; Langan JE; Ellis A; Shaw JM; Field JK; Risk JM (Apr 2006). «Down-regulation of the cytoglobin gene, located on 17q25, in tylosis with oesophageal cancer (TOC): evidence for trans-allele repression». Human Molecular Genetics 15 (8): 1271-7. PMID 16510494. doi:10.1093/hmg/ddl042.
- Xinarianos G; McRonald FE; Risk JM; Bowers NL; Nikolaidis G; Field JK; Liloglou T (Jul 2006). «Frequent genetic and epigenetic abnormalities contribute to the deregulation of cytoglobin in non-small cell lung cancer». Human Molecular Genetics 15 (13): 2038-44. PMID 16698880. doi:10.1093/hmg/ddl128.